# Baryonyx
Baryonyx ist ein zweibeiniger Dinosaurier aus der Familie Spinosauridae, der in der Unterkreide (Barremium) lebte. Ein nahezu vollständiges Skelett wurde in England gefunden, es gilt als eines der am besten erhaltenen Fossilien von Theropoden in Europa.
Er erreichte eine Länge von etwa 8,5 Metern; charakteristische Merkmale schließen den krokodilähnlichen Schädel und eine ungewöhnlich große Klaue an beiden Daumen der Vordergliedmaßen mit ein. Er ernährte sich von Fisch und anderen Dinosauriern, laut chemischen Analysen von Zähnen war er möglicherweise teils wasserlebend. Das gut erhaltene Skelett aus England gehört zu den wichtigsten Fundstücken von Spinosauriden. Fossil erhaltene Mageninhalte ermöglichten erstmals die heute allgemein akzeptierte Annahme, dass sich diese Gruppe von Fischen ernährte.

## Körperbau

Größenvergleich zwischen Baryonyx und Mensch

Baryonyx wird je nach Quelle mit 8,2 bis 8,5 Meter Länge angegeben, sein Gewicht wird auf 1700 bis 2000 Kilogramm geschätzt. Da das vollständigste Skelett wahrscheinlich von einem noch nicht ausgewachsenen Tier stammt, könnte ein ausgewachsener Baryonyx größer gewesen sein.
Der 91 Zentimeter lange Schädel ist proportional lang, schmal und krokodilartig flach gebaut, wie bei anderen Spinosauriden. Er hatte im Oberkiefer 32 und im Unterkiefer 64 Zähne – etwa doppelt so viele wie bei nicht-spinosauriden Theropoden. Die Zahnkronen waren konisch geformt und wiesen an den Schneidekanten sehr feine Sägungen auf, ungefähr sieben pro Millimeter. Damit unterscheiden sie sich markant von typischen Zähnen nicht-spinosaurider Theropoden, die als seitlich abgeflachte, klingenartige Reißzähne mit groben Sägungen ausgebildet waren. An der Schnauzenspitze griffen die Zähne stark ineinander (terminal rosette). Als kennzeichnend für Baryonyx innerhalb der Spinosauridae gelten die verschmolzenen Nasenbeine, merkliche querverlaufende Einschnürungen der Kreuzbein- sowie der Schwanzwirbel, eine speziell ausgebildete Gelenkverbindung zwischen Schulterblatt und Rabenbein (Coracoid), der ausladende distale Rand der Schambein-Schaufel (pubic blade) und die nur sehr flache Eindellung des Wadenbeins.
Seine Halswirbel waren vergleichsweise lang und mit kurzen Fortsätzen versehen. Baryonyx hatte drei Finger; der Daumen wies eine verlängerte, beim Holotypus 31 Zentimeter lange Kralle auf. Zuzüglich ihres nicht erhaltenen Überzuges aus Keratin wäre sie deutlich größer gewesen. Sein Oberarmknochen war sehr kräftig gebaut und an beiden Enden sehr breit und stark abgeflacht. Im Gegensatz zu anderen Spinosauriden ist für ihn kein Rückensegel nachgewiesen.
Da ein starker Größenunterschied zwischen Vorderbeinen und Hinterbeinen bestand, vermutet man eine bipede (zweibeinige) Fortbewegungsweise. Die im Vergleich zu anderen Theropoden sehr starke Ausbildung der Vorderbeine, speziell des Oberarmknochens, könnte jedoch auch darauf hindeuten, dass er sich gelegentlich auf vier Beinen (quadruped) bewegte oder rastete.

## Fundgeschichte
Der Hobby-Paläontologe William J. Walker entdeckte im Januar 1983 in einer Tongrube in Surrey (England) eine der 30 Zentimeter langen Krallen, das erste bekannte Fossil von Baryonyx. Er benachrichtigte das British Museum of Natural History; dieses barg im Mai und Juni 1983 in der Nähe der ursprünglichen Fundstelle ein nahezu komplettes Skelett von Baryonyx (Exemplarnummer BMNH 9951), dem lediglich der Großteil des Schwanzes fehlte. Die Knochen lagen größtenteils im natürlichen anatomischen Zusammenhang; Verschiebungen und Beschädigungen von Knochen sind größtenteils auf den Einsatz einer Planierraupe bei der Bergung zurückzuführen. Der Fund zog schnell ein großes Medieninteresse auf sich, was ihn einer breiten Öffentlichkeit bekannt machte. BMNH 9951 gilt als eines der bedeutendsten Fossilien Englands, bis 1983 war ein teilweise erhaltener Eustreptospondylus der einzige nennenswerte Fund eines Theropoden aus England.
Rund drei Jahre später folgte die Erstbeschreibung als Baryonyx walkeri durch die britischen Paläontologen Alan Charig und Angela Milner. Baryonyx bedeutet „schwere Klaue“ (aus dem Altgriechischen, βαρύς (barys) = schwer, ὄνυξ (onyx) = Klaue), das Art-Epitheton walkeri ehrt William J. Walker. Ebenfalls aus England stammen isoliert gefundene Zähne und Wirbel, die jedoch nicht sicher Baryonyx zugeordnet werden können. Alle bisherigen englischen Funde stammen aus der Wealden-Gruppe, einer bedeutenden Fossillagerstätte Südenglands, und werden auf die Zeit des Hauterivium bis Aptium datiert.
Weitere, zweifelsfrei von Baryonyx stammende Funde entdeckte man vor allem in Spanien: 1995 beschrieben Paläontologen Schädelreste von Baryonyx aus dem Barremium der Encisco-Gruppe in der spanischen Provinz La Rioja, 2001 wurde von einem teilweise erhaltenen Schädel aus dem Hauterivium der Provinz Burgos berichtet. Portugiesische Fundstücke aus dem 19. Jahrhundert, ursprünglich als Überreste eines Krokodils namens Suchosaurus gedeutet, wurden 2007 Baryonyx zugeschrieben. Sie stammen aus Barremiumschichten in der Umgebung von Lissabon.

## Paläobiologie

### Ernährung

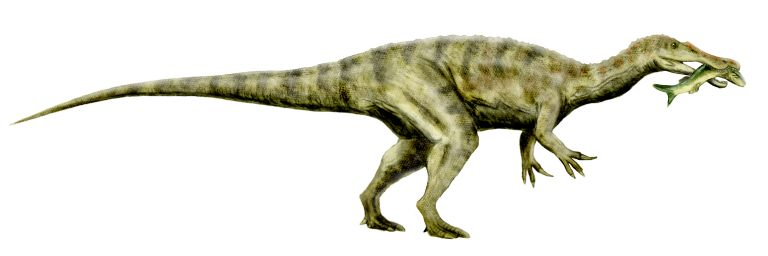
Lebendrekonstruktion von Baryonyx

Der Schädel von Baryonyx und anderen Spinosauriden zeigt eine Reihe von Merkmalen, die Piscivorie (Ernährung von Fischen) vermuten lassen. Die krokodilähnliche Schnauze war lang, flach und schmal, sie hätte somit weniger Widerstand beim Eintauchen ins Wasser gehabt. Die schmale Schnauze und ein knöchernes Gaumendach verminderten torsionale Belastungen, wie sie von zappelnden Fischen ausgehen. Die allgemeine Schädelmechanik von Baryonyx ähnelt mehr der des piscivoren Gavial-Krokodils als der von normalen Theropoden. Ein Knochenkamm der Spinosauriden, der sich dorsal über den gesamten Schädel zieht, ist zudem ein Indiz für eine ausgeprägte Nackenmuskulatur, die notwendig ist, um die Schnauze gegen den Wasserwiderstand durch das Wasser zu ziehen und den Kopf schnell zurückzuziehen. Die verlängerten konischen Zähne, die nur sehr feine Sägekanten besitzen, eigneten sich vor allem zum Zupacken und Festhalten der gesamten Beute und unterscheiden sich dadurch von den Zähnen der Fleischfresser, die nach dem Zupacken Teile der Beute abreißen bzw. schneiden müssen. Weit verbreitet ist die Vorstellung eines Baryonyx, der ähnlich einem Fischreiher am Ufer oder im seichten Wasser auf Fische lauerte. Womöglich ergriff er auch mit seinen 30 Zentimeter langen Krallen Fische. Die ungewöhnlich großen Vorderextremitäten wiesen auch Knochenkämme als Ansatz für Muskulatur auf; Baryonyx Arme waren wohl ungemein kräftig. Womöglich wurde ihre Kraft in Verbindung mit der Klaue bei der Jagd auf größere, landbewohnende Tiere verwendet. Ebenso dienten sie vielleicht zum Aufreißen der Beute.
Im nahezu kompletten Skelett aus England erhielten sich im Hinterleib fossile Mageninhalte: die von Magensäure angegriffenen Schuppen und Zähne eines Fisches (Lepidotes) und die Knochen eines jungen Iguanodon (eines in Europa häufig gefundenen, pflanzenfressenden Dinosauriers). Der Fund bestätigt die Vermutung, dass sich Baryonyx piscivor ernährt hat – die These reiner Piscivorie wird jedoch durch den Fund von Iguanodon als Mageninhalt widerlegt. Flugsaurier (Pterosauria) gelten ebenfalls als Beutetiere von Spinosauriden, dies schließt man aus Bissspuren in Flugsaurier-Knochen. Meist vermuten Paläontologen eine gemischte, opportunistische Ernährung, die Fisch und Landwirbeltiere einschließt, ähnlich wie bei heutigen Krokodilen. Eine Reihe spanischer Paläontologen spekuliert über ein weit weniger fischlastiges Nahrungsspektrum; sie berufen sich auf Funde von Zähnen baryonychiner Theropoden aus der spanischen Provinz Teruel: Fossile Wasserflöhe in einem Stadium zur Überdauerung von Trockenzeiten aus dieser Region zeigen auf, dass es keine größeren, permanenten Gewässer gab. Dies erklärt auch die Abwesenheit größerer Fische. Somit ernährte sich Baryonyx oder ein naher Verwandter in der Unterkreide von Teruel nicht von Fischen.
Im Hinterleib von Baryonyx wurden Gastrolithen (verschluckte Steine im Magen) gefunden. Bei einigen Tiergruppen erfüllen sie diverse Zwecke, bei Baryonyx geht man von versehentlichem Verschlucken aus.

### Semiaquatische Lebensweise
Einer neueren Studie zufolge waren Spinosauriden semiaquatisch, also teilweise wasserbewohnend. Forscher um Romain Amiot untersuchten das Mineral Apatit aus den Zähnen von Spinosauriden auf das Verhältnis zwischen zwei Isotopen des Sauerstoffs, Sauerstoff-16 und Sauerstoff-18. Die Analyse zeigt ein Verhältnis der beiden Isotope, wie man es typischerweise bei im Wasser lebenden Tieren findet. Das Isotopenverhältnis ist bei Land- und Wassertieren unterschiedlich, da der Körper von Landtieren Wasser durch Verdunstung verliert, wobei sich das schwerere Sauerstoff-18-Isotop im Körper anreichert. Eine semiaquatische Lebensweise erschien den Forschern als plausibelste Erklärung für das Verhältnis der Isotope. Einen Hinweis auf schwimmende Fortbewegung liefern Spuren eines Theropoden aus La Rioja: Sie zeigen, dass ein bipeder Theropode in etwa drei Meter hohem Wasser schwamm; dabei erhielten sich Kratzspuren der Hinterbeine im Sediment.
Allerdings zeigt der Körperbau von Baryonyx keine Anpassung an ein semiaquatisches Verhalten, daher verneinen Paläontologen zumeist eine allzu stark ans Wasser gebundene Lebensweise. Sein Körperbau entspricht dem eines landbewohnenden Läufers. Es sind weitere Forschungen notwendig, um die Thesen von Romain Amiot und Kollegen zu untermauern.

### Paläoökologie
Die Fossilien aus Großbritannien fanden sich in den Ablagerungen der Wealden-Gruppe, welche in der Kreidezeit größtenteils ein ausgedehntes Feuchtgebiet mit Flüssen und einem großen Süßwassersee, dem Wealden Lake, darstellte. Das Klima war für heutige Verhältnisse subtropisch. Die spanischen Fundstücke lagen in Gebieten, welche in der Kreidezeit von Seen bedeckt waren, die portugiesischen Fossilien kommen wohl aus dem Gebiet einer Lagune. In solcher Umgebung wäre Piscivorie gut möglich gewesen. Einer der häufigsten europäischen Dinosaurier war zu dieser Zeit Iguanodon, welcher nachweislich zum Nahrungsspektrum von Baryonyx gehörte. Ebenso lebte er zusammen mit einer Reihe anderer, etwa gleich großer Theropoden, beispielsweise Neovenator und Eotyrannus. Man kann davon ausgehen, dass er durch seine womöglich semiaquatische Lebensweise und piscivore Ernährung Konkurrenz mit diesen typischen Theropoden vermied und eine besondere ökologische Nische einnahm. Ein Beispiel hierfür aus heutiger Zeit ist die Koexistenz des vornehmlich piscivoren Australien-Krokodils und des stärker auf Säugetiere und Vögel spezialisierten Leistenkrokodils in australischen Flüssen.

## Systematik

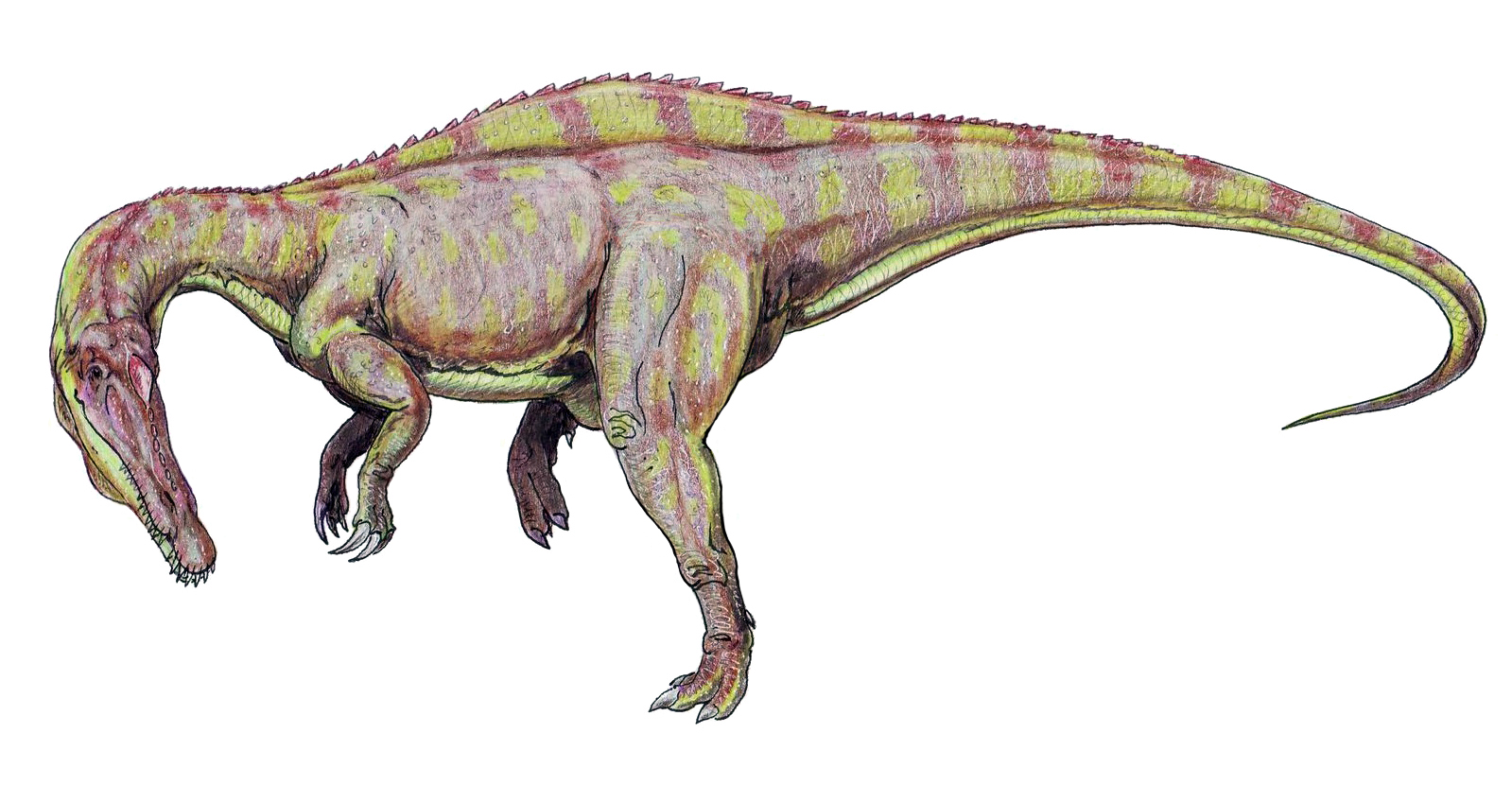
Lebendrekonstruktion von Suchomimus, ein naher Verwandter von Baryonyx

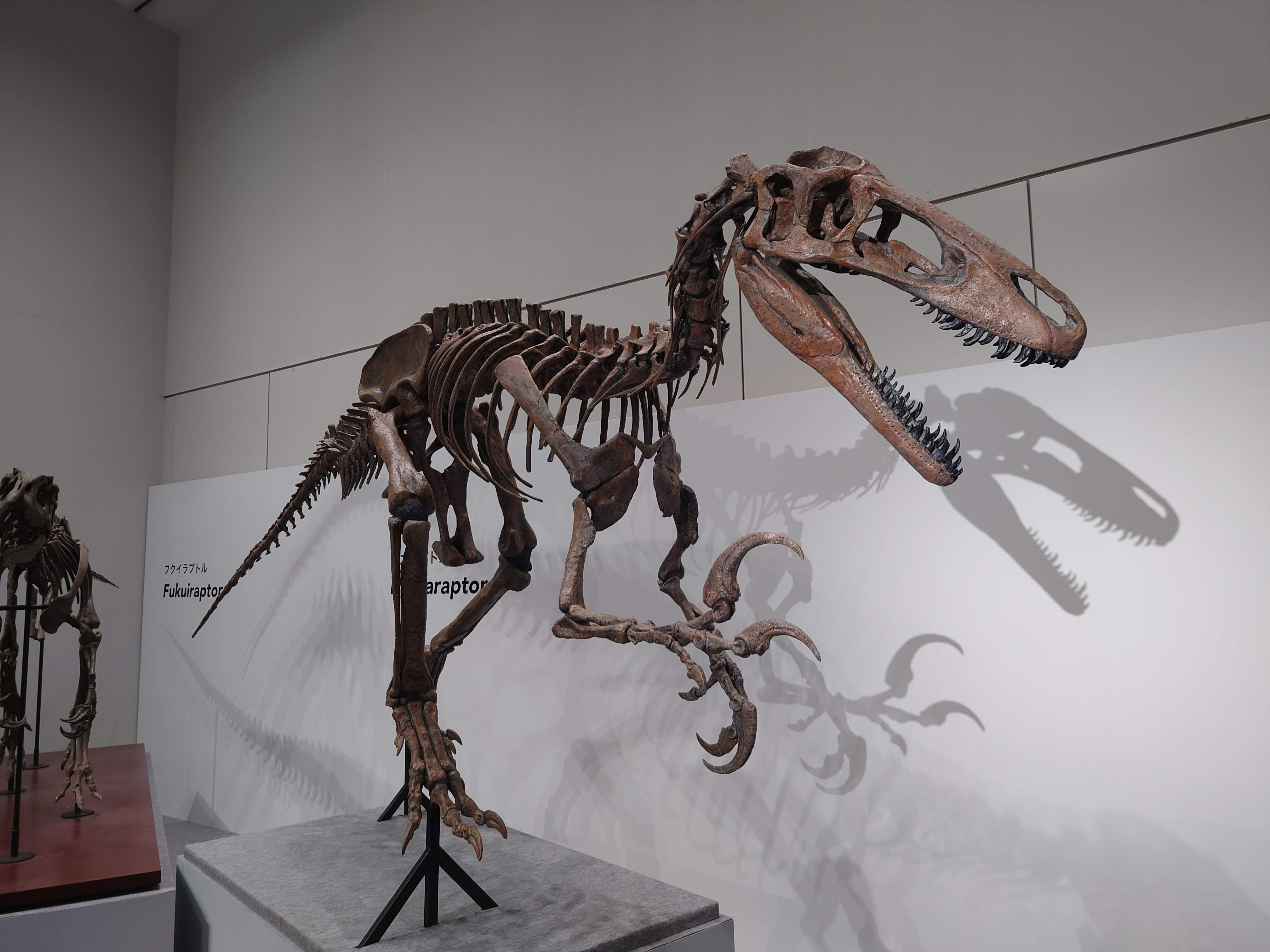
Skelettrekonstruktion von Megaraptor

Einige Spinosauridae im Größenvergleich: Spinosaurus, Suchomimus, Baryonyx, Ichthyovenator, Irritator

Bei der Erstbeschreibung schlug man eine eigene Familie (Baryonychidae) für die Gattung Baryonyx vor, heute stellt man sie in die Familie Spinosauridae. Die Spinosauridae definiert sich über Synapomorphien (Gemeinsamkeiten) im Bau von Schädel sowie in der Anzahl und Größe der Zähne. Baryonyx wird seit 1998 der Unterfamilie Baryonychinae zugeteilt, welche der Spinosaurinae mit Irritator und Spinosaurus gegenübersteht. Die Baryonychinae spaltete sich vor vermutlich mehr als 130 Millionen Jahren von der Spinosaurinae ab. Ihre Synapomorphien sind eine größere Anzahl von Zähnen und stark gekielte Rückenwirbel. 1998 wurde Suchomimus aus Afrika erstbeschrieben; er ähnelt Baryonyx sehr stark und wird zusammen mit diesem innerhalb der Baryonychinae eingeordnet. Einige Paläontologen halten Baryonyx und Suchomimus für ein und dieselbe Gattung, der Großteil nutzt die auch von anderen Wissenschaftlern bestätigte Trennung von Suchomimus und Baryonyx innerhalb der Baryonychinae. Neuere Studien sehen auch die Megaraptora als Baryonyx sehr nahe: Fossilien der Megaraptora wurden in Australien und Südamerika gefunden und zeigen eine Reihe von Merkmalen, die eine Verwandtschaft mit Baryonyx und Suchomimus vermuten lassen; unter anderem besaßen auch die Megaraptora eine stark verlängerte Kralle am Daumen der Vordergliedmaße.
Ein mögliches Kladogramm:
|  | Spinosaurus |
|  |             |
|  | Irritator   |
|  |             |

|  | Baryonyx   |
|  |            |
|  | Suchomimus |
|  |            |

|  | Spinosaurus |
|  |             |
|  | Irritator   |
|  |             |

|  | Baryonyx   |
|  |            |
|  | Suchomimus |
|  |            |

Die einzige anerkannte Art der Gattung Baryonyx ist Baryonyx walkeri, jedoch deuten etliche Funde isolierter Zähne auf verschiedene Arten hin. Sie ähneln den Zähnen von BMNH 9951 sehr stark, zeigen aber leichte Unterschiede. Es ist nicht klar, ob diese Unterschiede auf verschiedene Arten oder individuelle Unterschiede zurückzuführen sind, daher wurde bisher für uneindeutige Funde eine Klassifizierung als Baryonyx sp. (nicht näher definierte Art von Baryonyx) oder baryonychine Überreste bevorzugt.
Nachdem der Paläontologe Eric Buffetaut die 1841 beschriebene Art Suchosaurus girardi 2007 als Synonym von Baryonyx erkannte, müsste die Gattung Baryonyx gemäß den Regeln des ICZN fortan Suchosaurus heißen (Prioritätsregel). Da jedoch der Holotypus von Suchosaurus nur ein isolierter Zahn ist, von Baryonyx hingegen ein nahezu vollständiges Skelett, wird weiterhin der Gattungsname Baryonyx verwendet. Dubios bleibt die Zuordnung der zweiten Suchosaurus-Art; der englische Suchosaurus cultridens ist wohl auch ein Spinosauride, kann jedoch nicht eindeutig Baryonyx zugeordnet werden.

## Paläobiogeographie
Die Evolution von Baryonyx wird oft durch allopatrische Artbildung erklärt. Zur Zeit der Unterkreide waren der damalige Nordkontinent Laurasia (Europa, Asien, Nordamerika) und der Südkontinent Gondwana (Afrika, Südamerika, Indien, Australien, Antarktis) durch den Tethys-Ozean getrennt. Es scheint sicher, dass sich die Baryonychinae und ihr ältester bekannter Vertreter Baryonyx in Europa entwickelten. Basale (urtümliche) Spinosauriden aus Afrika wanderten somit vor der Trennung der beiden Kontinente nach Europa aus und entwickelten sich aufgrund geographischer Isolation zur Baryonychinae. Dies wird gestützt durch Funde von baryonychinen Zähnen aus dem Hauterivium von Spanien und England, welche älter sind als alle afrikanischen Überreste von Baryonychinen. Die in Gondwana verbliebenen, basalen Spinosauriden entwickelten sich zur Spinosaurinae mit Irritator und Spinosaurus. Der geologisch jüngere Suchomimus scheint aufgrund einiger Synapomorphien von Baryonyx abzustammen oder mit diesem einen gemeinsamen Vorfahr zu teilen, lebte jedoch in Gondwana. Man nimmt an, dass durch eine nicht näher definierte Begebenheit Vorfahren von Suchomimus nach Gondwana gelangten, oder dass die Iberische Halbinsel (Spanien & Portugal) eine Landbrücke durch die Tethys bildete. Aufgrund unzureichender Fossilbelege bleibt die Evolution der Spinosauridae unklar.

## In der öffentlichen Wahrnehmung

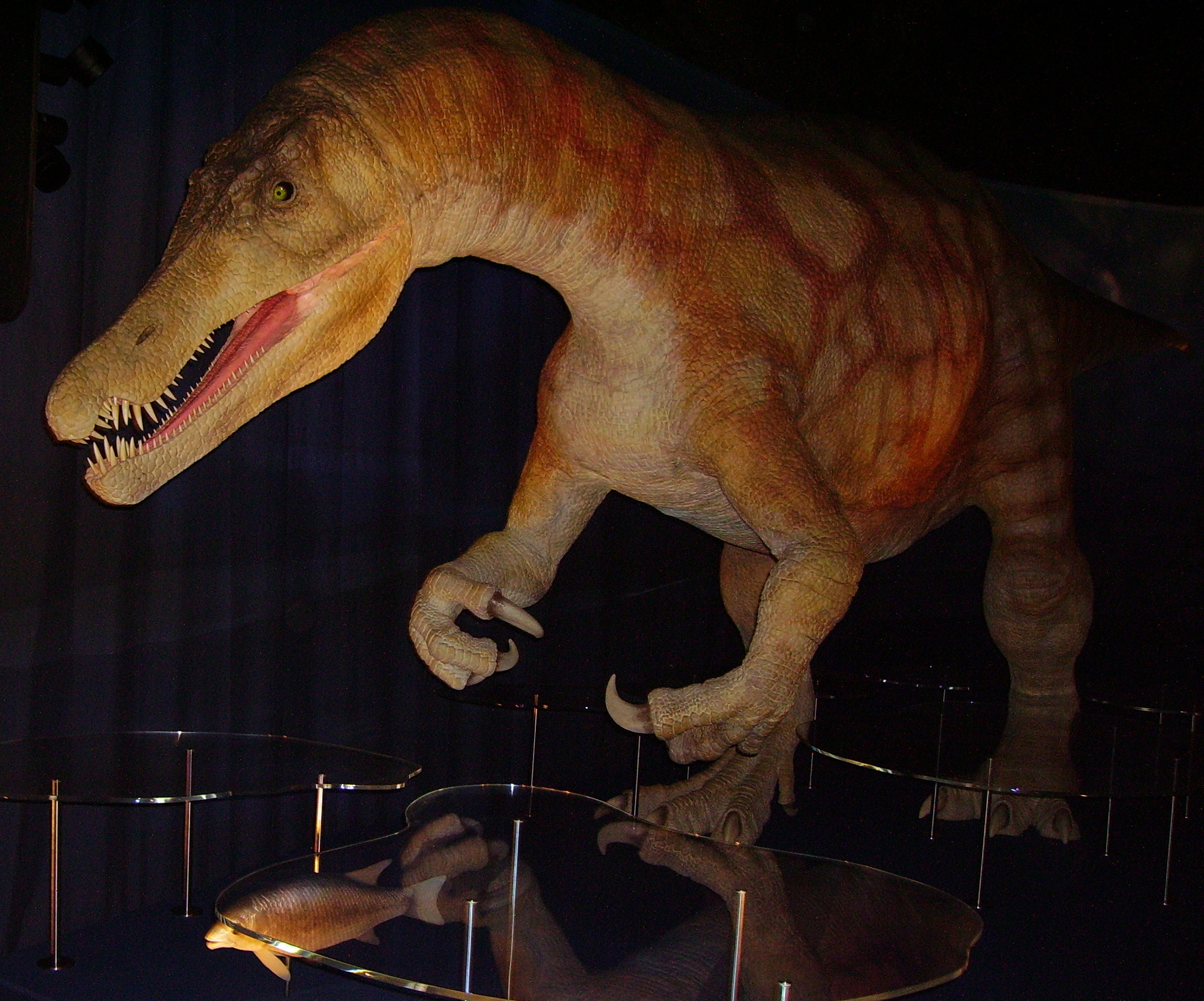
Lebendmodell von Baryonyx im British Museum of Natural History, London

Baryonyx erregte nach seiner Entdeckung 1983 großes öffentliches Aufsehen; anfänglich wurde angenommen, die verlängerte Kralle sei eine normale Kralle des Fußes, und in einer Pressemitteilung wurde von einem gigantischen Tyrannosauriden ausgegangen. Erstmals an die Öffentlichkeit gelangte die Nachricht am 19. Juli 1983, und der Dinosaurier erhielt in der Folge Spitznamen wie „Claws“, „Big Claws“ oder „Superclaws“. Die Zeitung The Guardian etwa titelte mit  “Dinosaur find of the century” (deutsch: „Dinosaurier-Fund des Jahrhunderts“), die The Times veröffentlichte am 20. Juli 1983 den Artikel “Fossil-hunter unearths Surrey dinosaur” (deutsch: „Fossilien-Jäger entdeckt Surrey-Dinosaurier“), am folgenden Tag erschien die Schlagzeile “New chapter for Dinosaur” (deutsch: „Neues Kapitel für Dinosaurier“). Auch später noch erschien Baryonyx in der britischen Presse: Am 27. November 1986 titelte The Guardian im Anschluss an die Erstbeschreibung “Claypit dinosaur claws takes on plumber's name” (deutsch: „Dinosaurier erhält den Namen eines Klempners“), Anspielung auf das Art-Epitheton walkeri und den Beruf von William J. Walker.
Ebenso ist Baryonyx ein populärer Dinosaurier in Ausstellungen; Skelettreplikate und Lebendrekonstruktionen sind in zahlreichen Museen und Dinosaurier-Parks zu finden.